# Chenouis

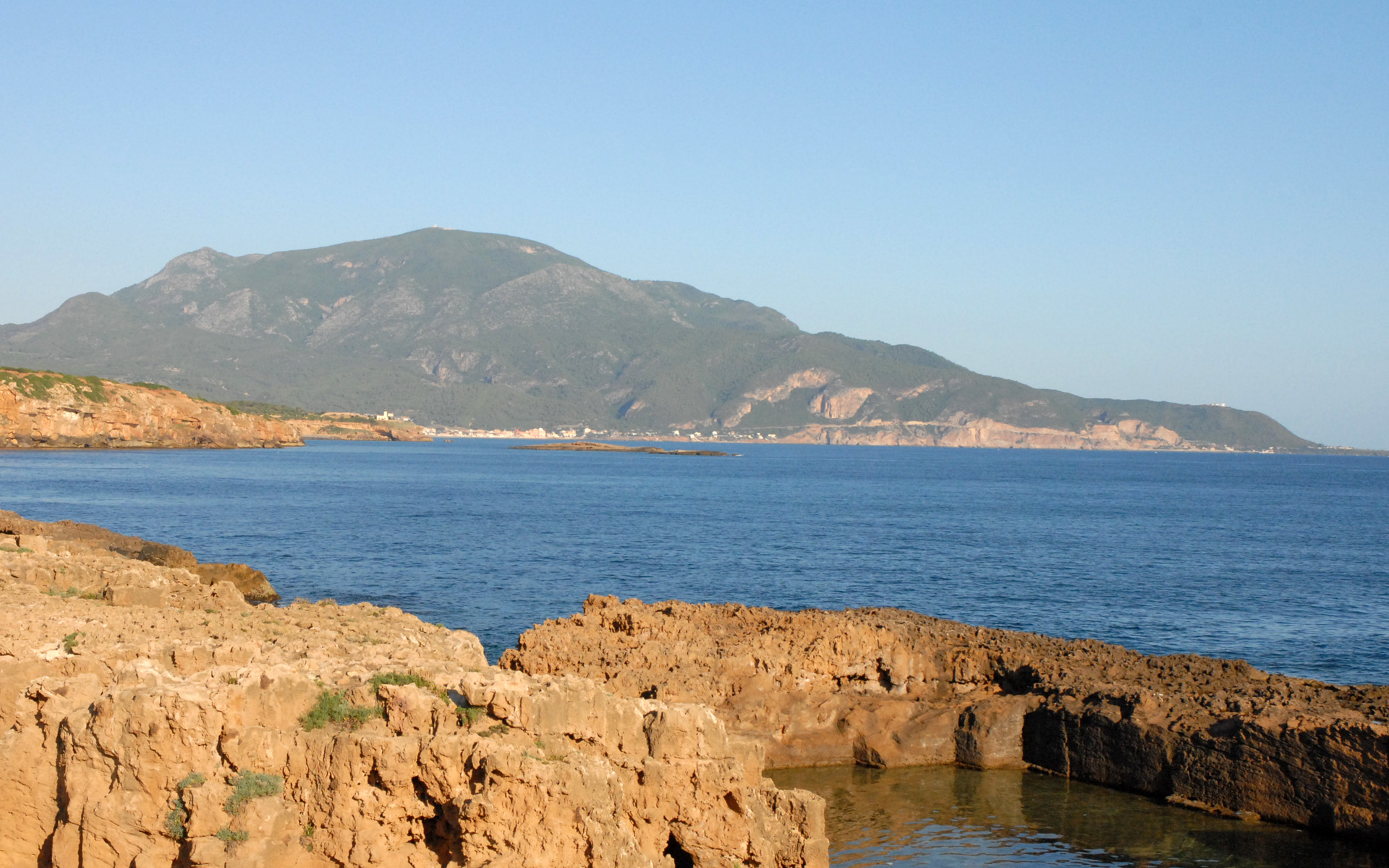
Vista del Mont Chenoua.

Els chenouis (amazic: ichenwiyen; àrab: شناوة, xanāwa) són una població amaziga que viu a Algèria. Són concentrats a les muntanyes centre-orientals i el seu nombre oscil·la entre els 91.000 individus i els 750.000, segons les fonts. La seva àrea tradicional es troba entre Fouka (província de Tipaza) fins Ténès (província de Chlef).

## Geografia
El territori tradicional chenoui inclou la província de Tipaza, parts de la província de Chlef i el nord de la província d'Ain Defla, i que reben el nom referència al Mont Chenoua, dominant la ciutat de Tipaza, 70 km a l'oest d'Alger.

Extensió dels amazics a Algèria Occidental

La regió és part de la regió de Dahra, una regió muntanyosa llarg al llarg de les costes mediterrànies, separat de les muntanyes Ouarsenis pel riu Chelif i la seva vall. S'expandeix des de 8 km al nord de Mostaganem fins al Sahel algerià amb el seu punt més alt a la Muntanya Zaccar (Miliana).
La regió Chenoua, punt més alt de la Sahel algerià, és la part més oriental de la regió de parla chenoui que va de Fouka (42 km a l'oest d'Alger) fins a Ténès (200 km a l'oest d'Alger) o fins i tot en direcció cap a l'oest fins a Ouled Boughalem en el passat. Alguns els anomenen Chelhas del Tell o fins i tot cabilenys de l'oest.

## Població
Els chenoui es divideixen tradicionalment en algunes tribus; Chenoua (Tipaza), Gouraya (Tipaza), Beni Menacer (Sersell), Beni Farah, Arib, Zouzoug (Ain Defla), Beni Haoua (Ténès) i els de les muntanyes (Chlef).

## Llengua
Els chenouis parlen una llengua amaziga, el shenwa, molt proper a les varietats shawiya i zenata parlats pels amazics de les muntanyes de l'Aurès a Algèria oriental i a la regió del Rif.

## Història
La població chenoui ha disminuït dràsticament durant l'ocupació francesa. S'estima que la seva població es va reduir a una quarta part, la regió ha estat en insurrecció permanent de la dècada de 1830, incloent les campanyes de tribus Gadjouts que havien accedit a l'est d'Alger, en la dècada de 1830.
De la mateixa manera amb la gran revolta de 1871 que va encendre en tota la regió, amb la derrota de l'exèrcit francès a la batalla de la plana de Boukerdane, 4 km a l'est de Sersell que va implicar als combatents locals. Les tribus de la regió continuaren resistència després de la rendició de l'emir Abd el-Kader.